# Невроонкология
Невроонкологията е специалност в медицината, която съчетава неврологията и онкологията.
Невроонкологията се занимава основно с диагностика, терапия и изследване на туморни заболявания на нервната система, което включва следните видове тумори:
- първични тумори на централната нервна система (мозъчни тумори и тумори на гръбначния мозък);
- вторични тумори на централната нервна система (мозъчни метастази и метастази в гръбначния мозък);
- злокачествени лимфоми на централната нервна система;
- тумори на периферната нервна система.

|  | Тази страница частично или изцяло представлява превод на страницата Neuroonkologie в Уикипедия на немски. Оригиналният текст, както и този превод, са защитени от Лиценза „Криейтив Комънс – Признание – Споделяне на споделеното“, а за съдържание, създадено преди юни 2009 година – от Лиценза за свободна документация на ГНУ. Прегледайте историята на редакциите на оригиналната страница, както и на преводната страница, за да видите списъка на съавторите. ВАЖНО: Този шаблон се отнася единствено до авторските права върху съдържанието на статията. Добавянето му не отменя изискването да се посочват конкретни източници на твърденията, които да бъдат благонадеждни. |